# Tour Midi-Pyrénées 1984
Il Tour Midi-Pyrénées 1984, ottava edizione della corsa, si svolse dal 27 al 30 marzo su un percorso di 586 km ripartiti in 3 tappe (la seconda suddivisa in due semitappe) più un cronoprologo, con partenza da Toulouse e arrivo a Castres. Fu vinto dal francese Pascal Simon della Peugeot-Shell-Michelin davanti al suo connazionale Michel Laurent e al colombiano Edgar Corredor Alvarez.

## Tappe
| Tappa  | Data     | Percorso                                | km    | Vincitore di tappa | Leader cl. generale |
| ------ | -------- | --------------------------------------- | ----- | ------------------ | ------------------- |
| Prol.  | 27 marzo | Toulouse > Toulouse (cron. individuale) | 3,9   | Julián Gorospe     |                     |
| 1ª     | 28 marzo | Rieumes > Capvern                       | 199   | Pascal Simon       |                     |
| 2ª-1ª  | 29 marzo | Capvern > Auch                          | 96    | Pascal Jules       |                     |
| 2ª-2ª  | 29 marzo | Auch > Montauban                        | 88    | Leo van Vliet      |                     |
| 3ª     | 30 marzo | Montauban > Castres                     | 199,5 | Julián Gorospe     | Pascal Simon        |
| Totale | Totale   | Totale                                  | 586   |                    |                     |

## Dettagli delle tappe

### Prologo
- 27 marzo: Toulouse > Toulouse (cron. individuale) – 3,9 km

| Pos. | Corridore         | Squadra     | Tempo |
| ---- | ----------------- | ----------- | ----- |
| 1    | Julián Gorospe    | Reynolds    | 4'33" |
| 2    | Charly Mottet     | Renault-Elf | a 4"  |
| 3    | Dominique Lecrocq | Peugeot     | a 5"  |

| Pos. | Corridore | Squadra | Tempo |
| ---- | --------- | ------- | ----- |

### 1ª tappa
- 28 marzo: Rieumes > Capvern – 199 km

| Pos. | Corridore              | Squadra      | Tempo    |
| ---- | ---------------------- | ------------ | -------- |
| 1    | Pascal Simon           | Peugeot      | 5h46'28" |
| 2    | Michel Laurent         | Coop-Hoonved | a 4'36"  |
| 3    | Edgar Corredor Alvarez | Teka         | a 4'37"  |

| Pos. | Corridore | Squadra | Tempo |
| ---- | --------- | ------- | ----- |

### 2ª tappa - 1ª semitappa
- 29 marzo: Capvern > Auch – 96 km

| Pos. | Corridore         | Squadra        | Tempo    |
| ---- | ----------------- | -------------- | -------- |
| 1    | Pascal Jules      | Renault-Elf    | 2h17'36" |
| 2    | Francis Castaing  | Peugeot        | s.t.     |
| 3    | Jacques Hanegraaf | Kwantum Hallen | s.t.     |

| Pos. | Corridore | Squadra | Tempo |
| ---- | --------- | ------- | ----- |

### 2ª tappa - 2ª semitappa
- 29 marzo: Auch > Montauban – 88 km

| Pos. | Corridore       | Squadra        | Tempo    |
| ---- | --------------- | -------------- | -------- |
| 1    | Leo van Vliet   | Kwantum Hallen | 1h55'39" |
| 2    | Hubert Linard   | Peugeot        | s.t.     |
| 3    | Jacques Michaud | Coop-Hoonved   | s.t.     |

| Pos. | Corridore | Squadra | Tempo |
| ---- | --------- | ------- | ----- |

### 3ª tappa
- 30 marzo: Montauban > Castres – 199,5 km

| Pos. | Corridore           | Squadra     | Tempo    |
| ---- | ------------------- | ----------- | -------- |
| 1    | Julián Gorospe      | Reynolds    | 5h06'02" |
| 2    | Pascal Jules        | Renault-Elf | a 18"    |
| 3    | Inaki Gaston Crespo | Reynolds    | s.t.     |

| Pos. | Corridore              | Squadra      | Tempo     |
| ---- | ---------------------- | ------------ | --------- |
| 1    | Pascal Simon           | Peugeot      | 15h11'12" |
| 2    | Michel Laurent         | Coop-Hoonved | a 4'36"   |
| 3    | Edgar Corredor Alvarez | Teka         | a 4'53"   |

## Classifiche finali

### Classifica generale
| Pos. | Corridore              | Squadra                | Tempo     |
| ---- | ---------------------- | ---------------------- | --------- |
| 1    | Pascal Simon           | Peugeot-Shell-Michelin | 15h11'12" |
| 2    | Michel Laurent         | Coop-Hoonved           | a 4'36"   |
| 3    | Edgar Corredor Alvarez | Teka                   | a 4'53"   |
| 4    | Julián Gorospe         | Reynolds               | a 5'31"   |
| 5    | Kim Andersen           | Coop-Hoonved           | a 5'36"   |
| 6    | Inaki Gaston Crespo    | Reynolds               | a 5'47"   |
| 7    | Jerome Simon           | La Redoute             | a 5'48"   |
| 8    | Frédéric Vichot        | Skil-Reydel-SEM-Mavic  | a 5'51"   |
| 9    | Robert Forest          | Peugeot-Shell-Michelin | a 5'55"   |
| 10   | Patrice Thevenard      | Sporting Raposeira     | a 5'59"   |